# Ratusz w Radkowie
Ratusz w Radkowie – renesansowy budynek wzniesiony w roku 1545, w czasach późniejszych rozbudowywany. Obecnie jest siedzibą Urzędu Miasta i Gminy Radków.

## Historia
Ratusz został wzniesiony w roku 1545, a w roku 1609 był przebudowany. W 1738 budowla spłonęła, a po odbudowaniu służyła jako kościół ewangelicki. W roku 1852 do bryły ratusza dobudowano wieżę. W roku 1885 wieża została nakryta hełmem i od tego czasu obiekt nie uległ większym zmianom. W czasie II wojny światowej ratusz uległ uszkodzeniu, a w 1955 został poddany renowacji.

Decyzjami wojewódzkiego konserwatora zabytków z dnia 10 grudnia 1959 oraz z 13 kwietnia 1985 roku ratusz został wpisany do rejestru zabytków.

## Architektura
Ratusz jest budowlą wzniesioną na planie czworoboku, w elewacji frotowej jest wieża o przekroju kwadratu, z ostrosłupowym hełmem. Bryła jest czterotraktowa, dwupiętrowa i nakryta dachem mansardowym. Naroża elewacji posiadają boniowania, a do głównego wejścia położonego na wysokości pierwszego piętra prowadzą dwubiegunowe schody z kamienną balustradą. Główny portal posiada trójkątny naczółek. W budynku są jeszcze dwa portale, na elewacji po stronie wieży; większy z nich ma kartusz herbowy i rustykę. W części pomieszczeń parteru zachowały się sklepienia kolebkowe z lunetami.

## Galeria

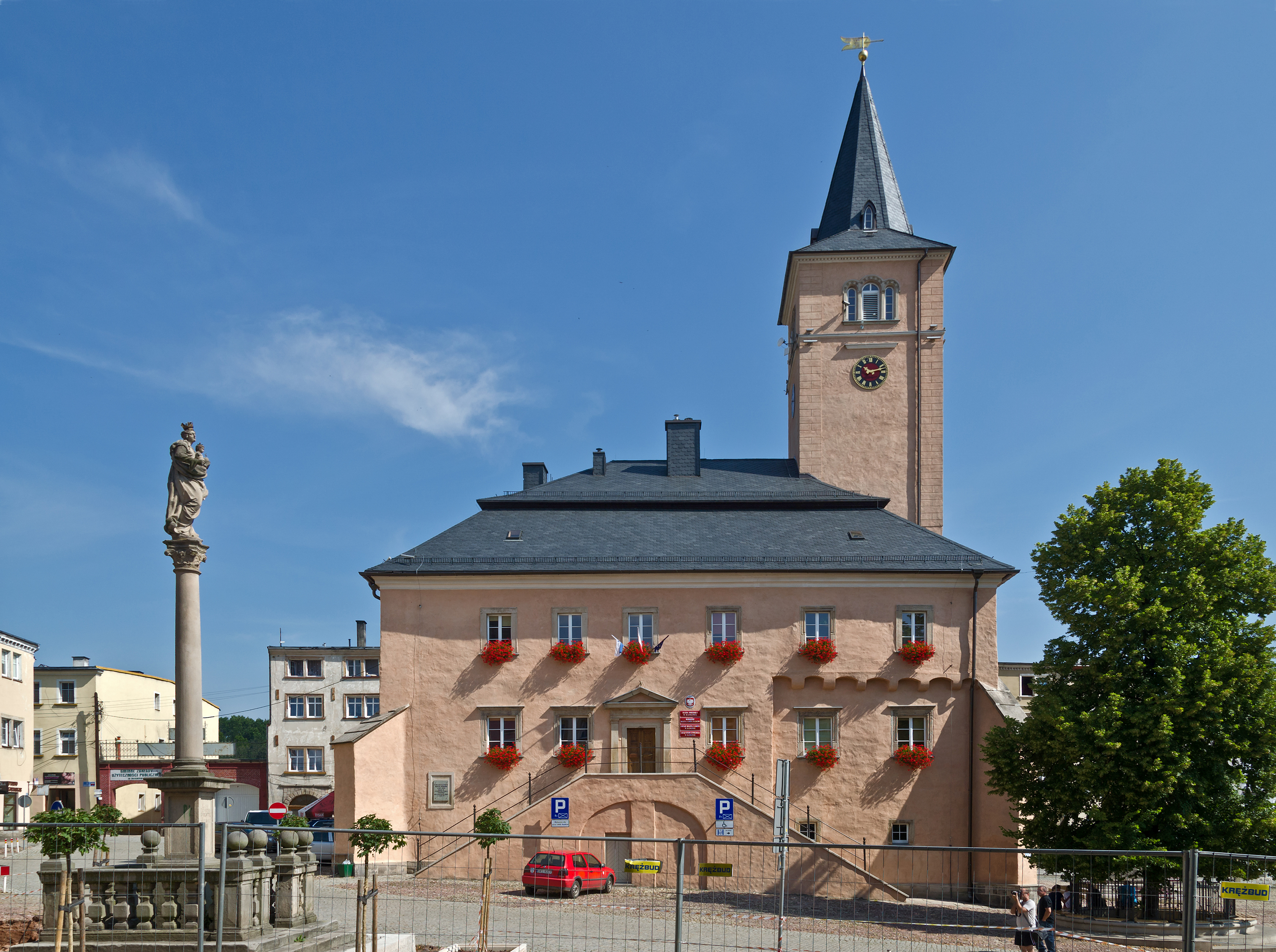
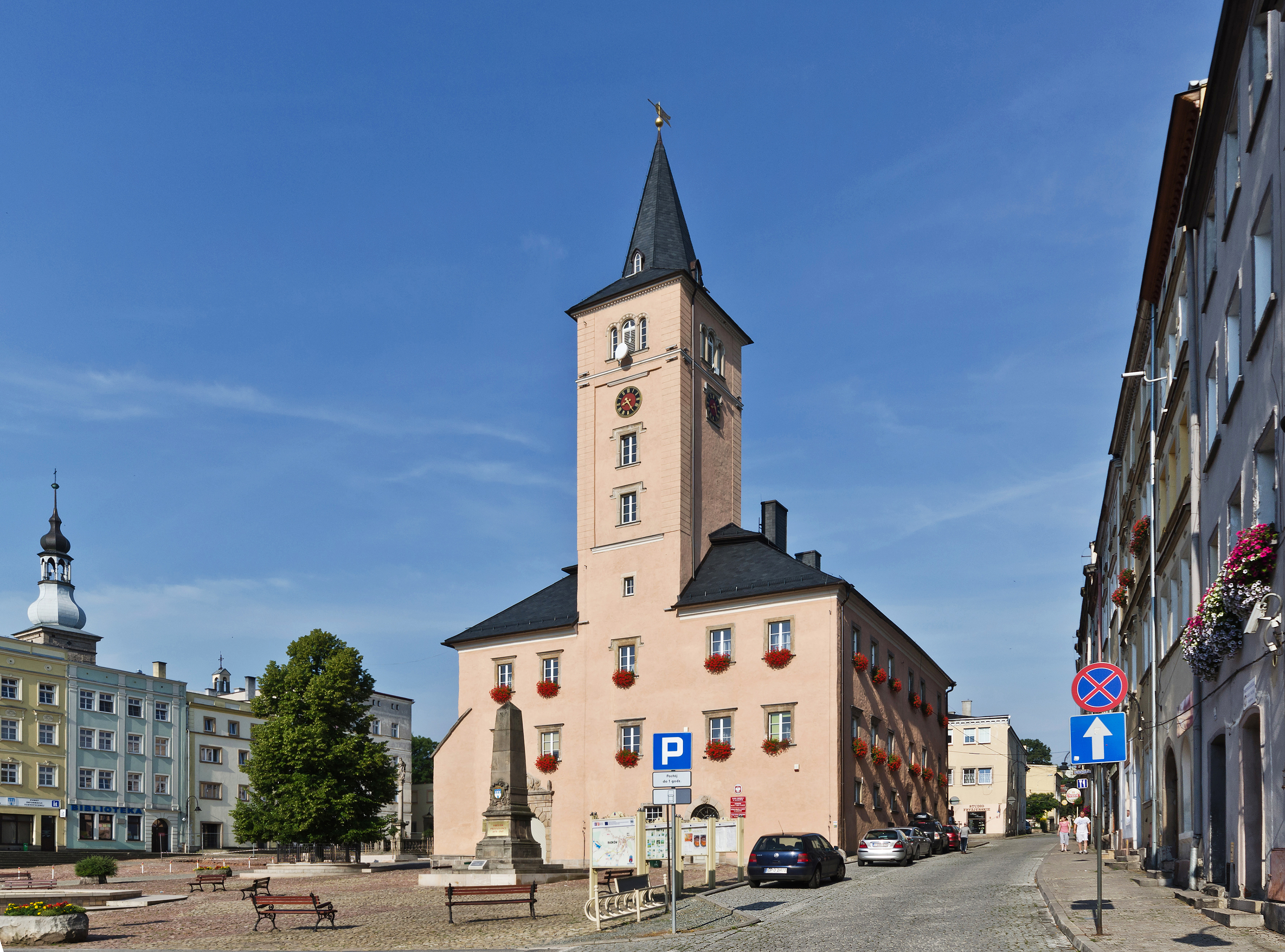
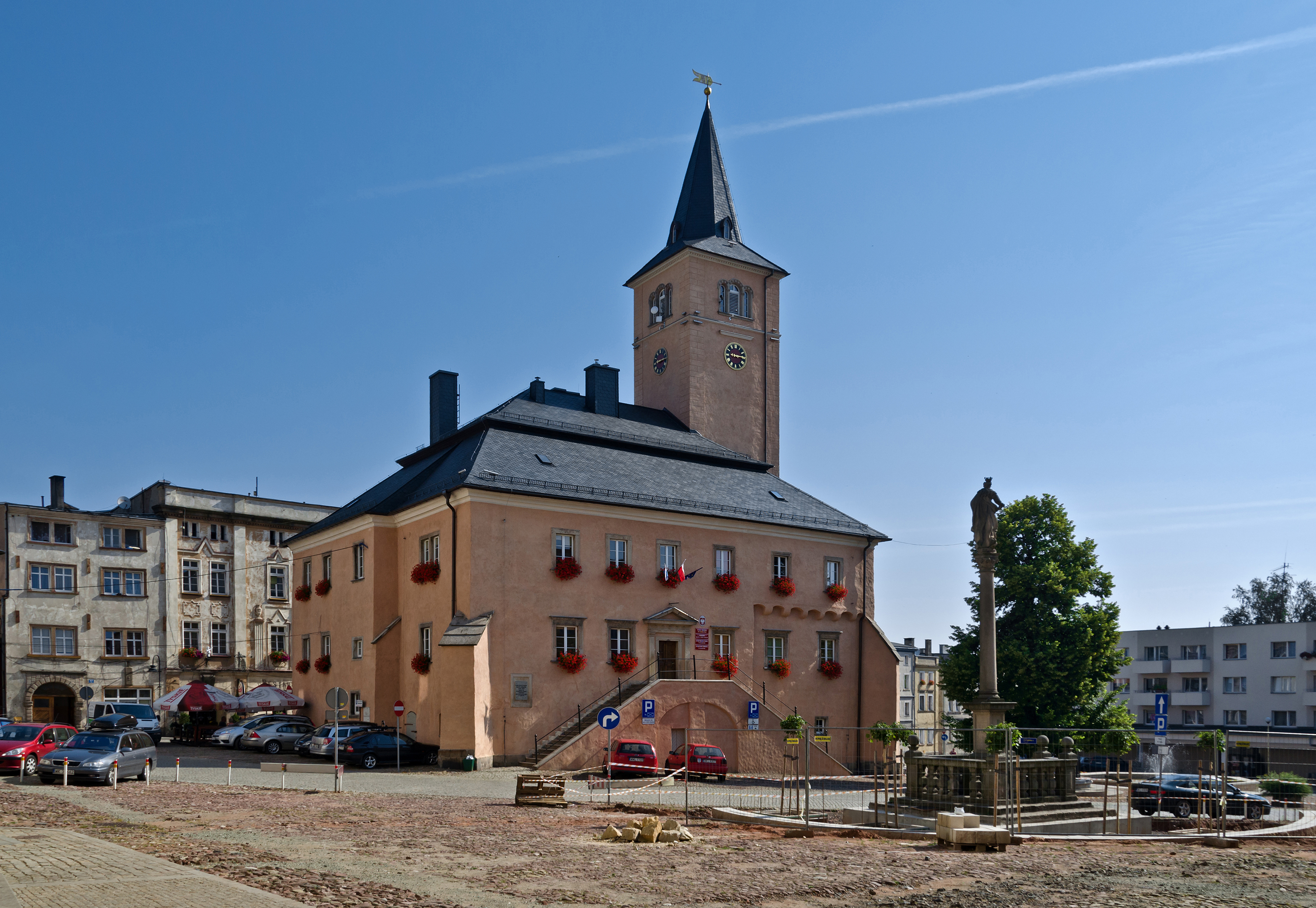
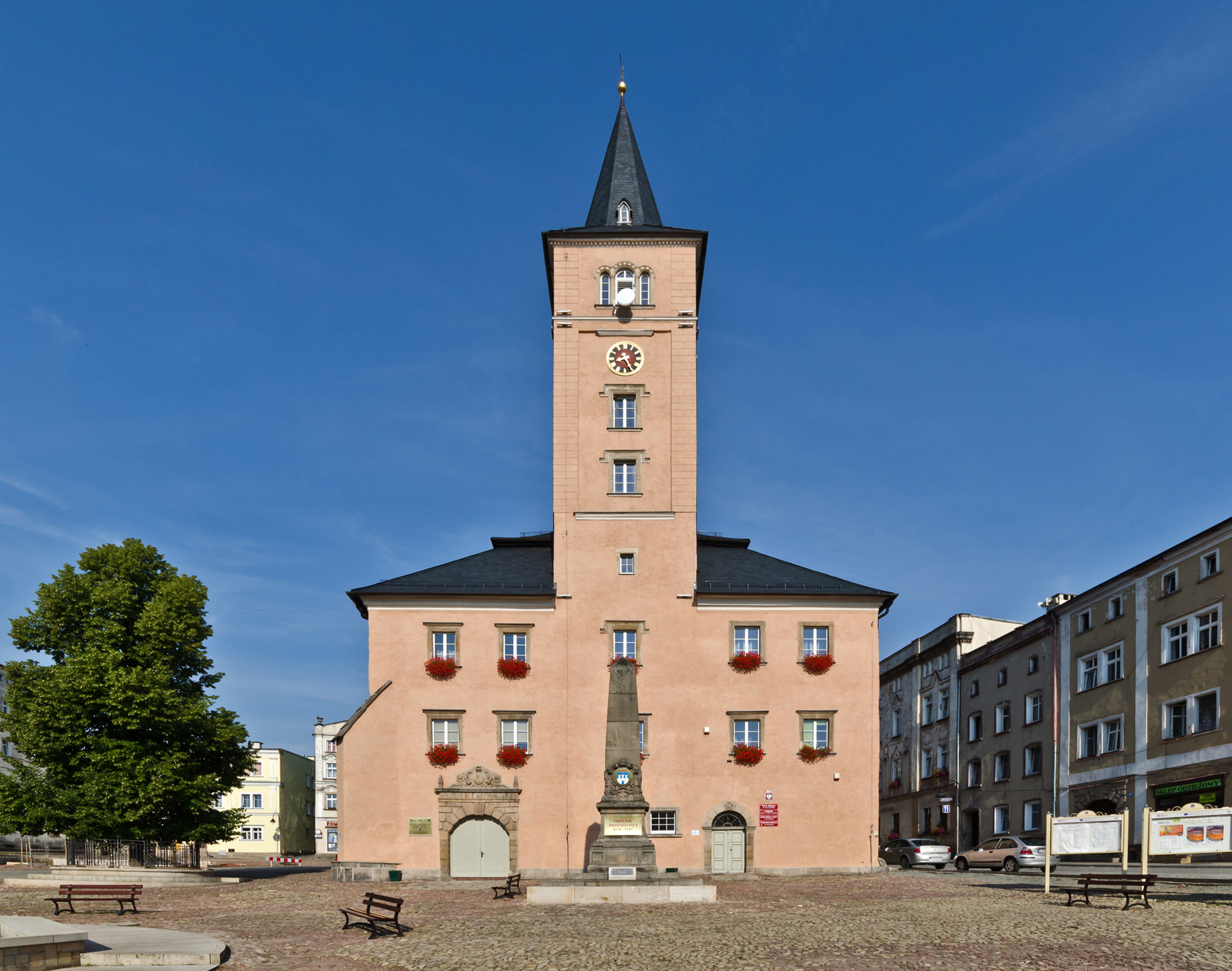
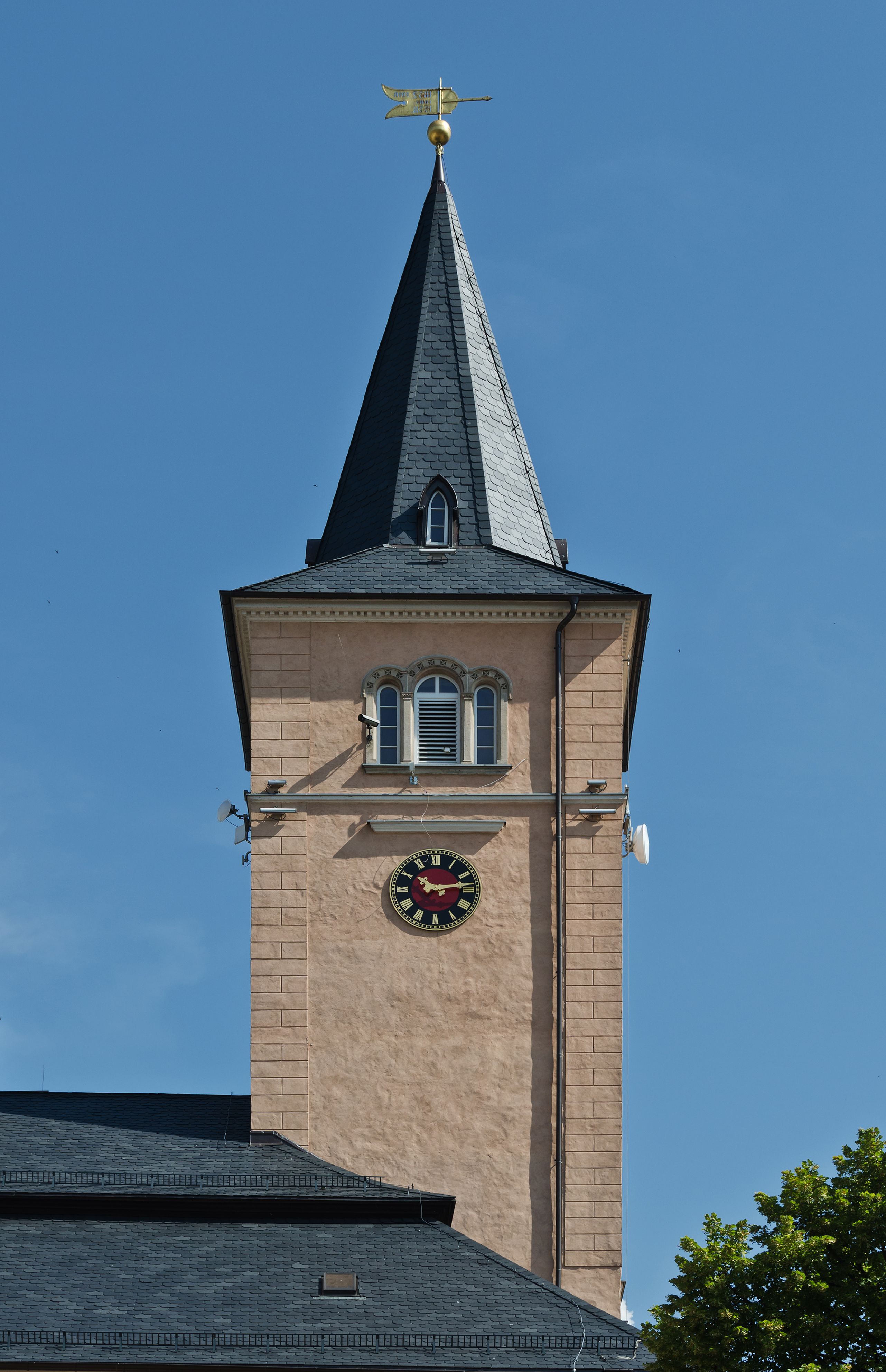
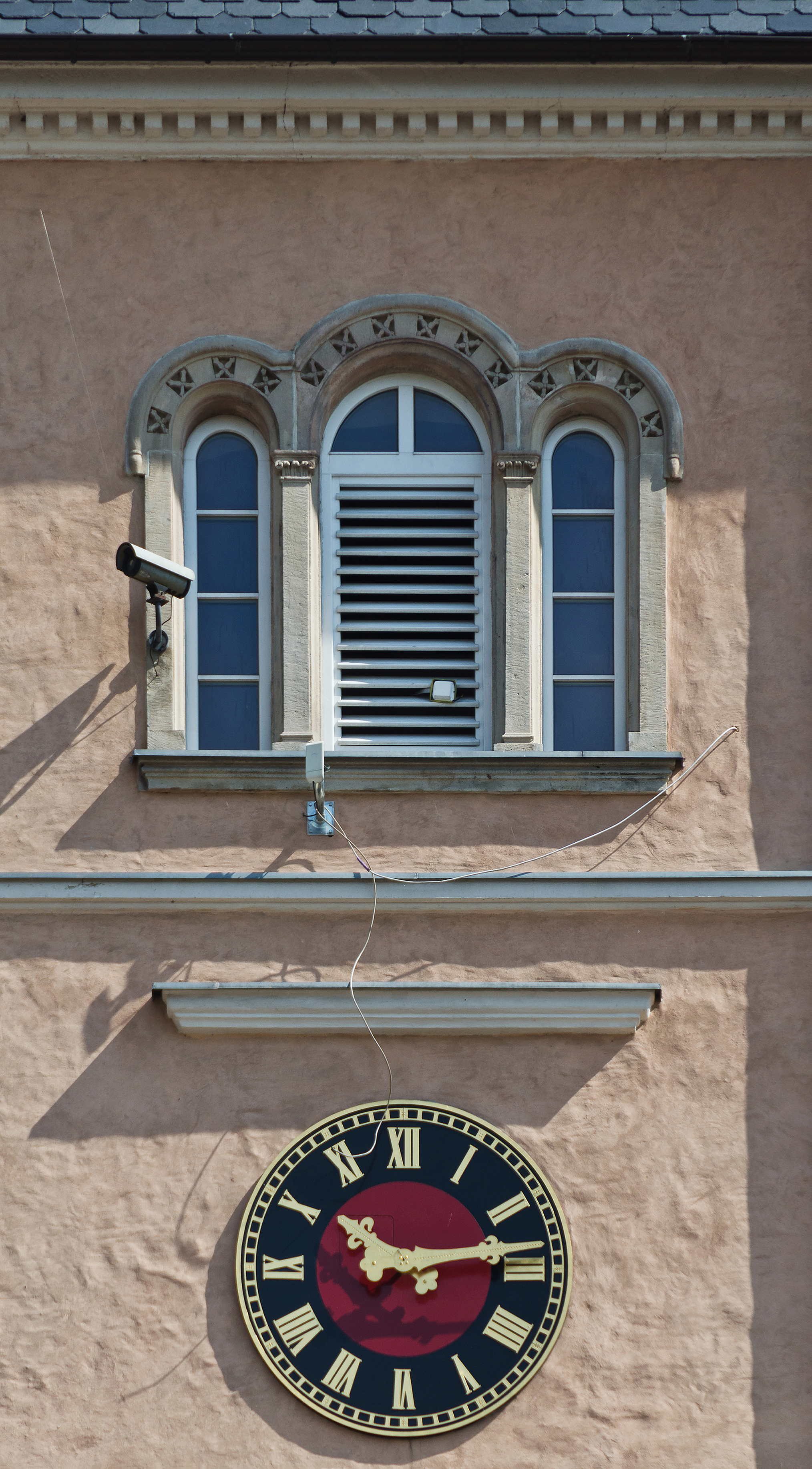
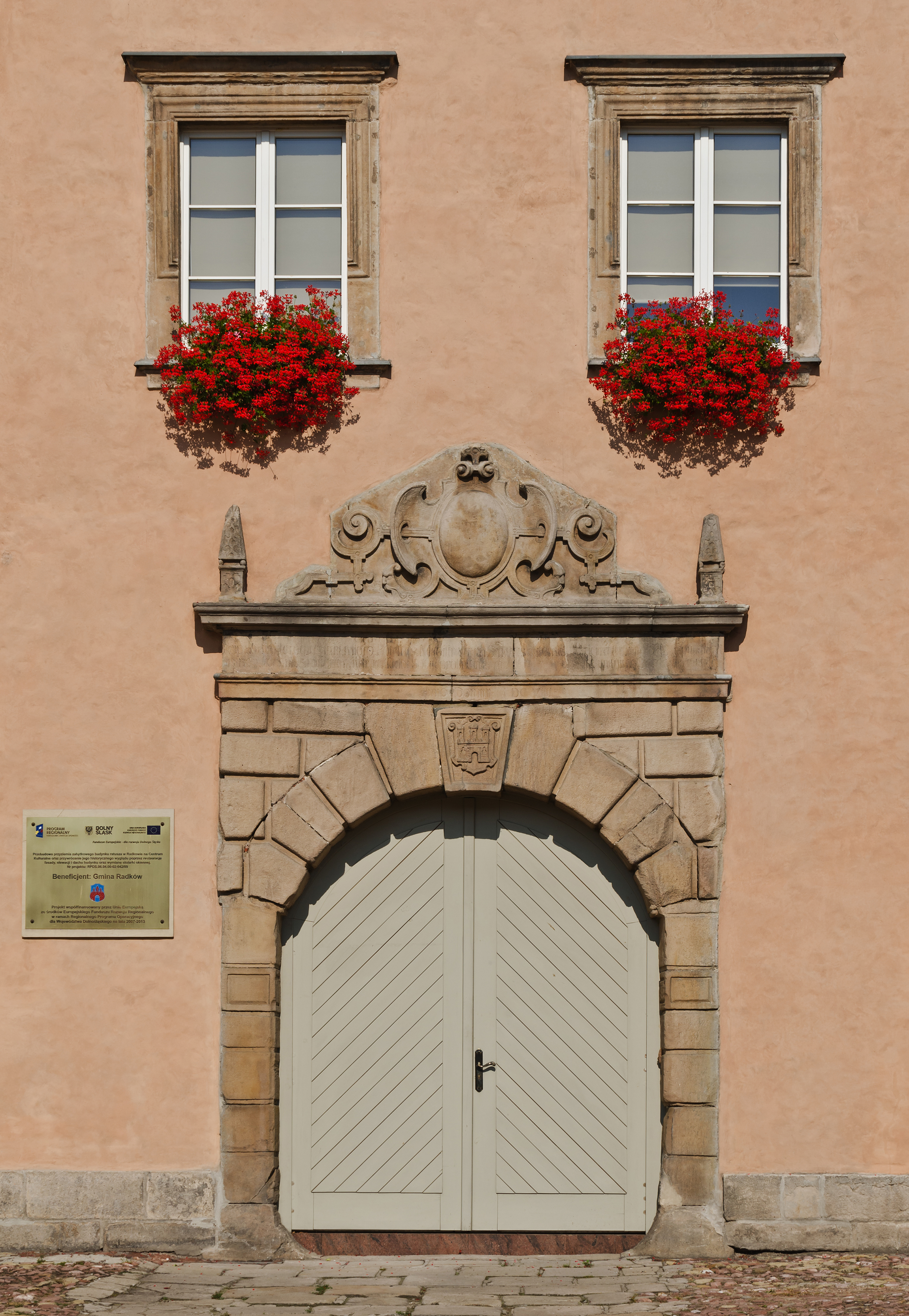
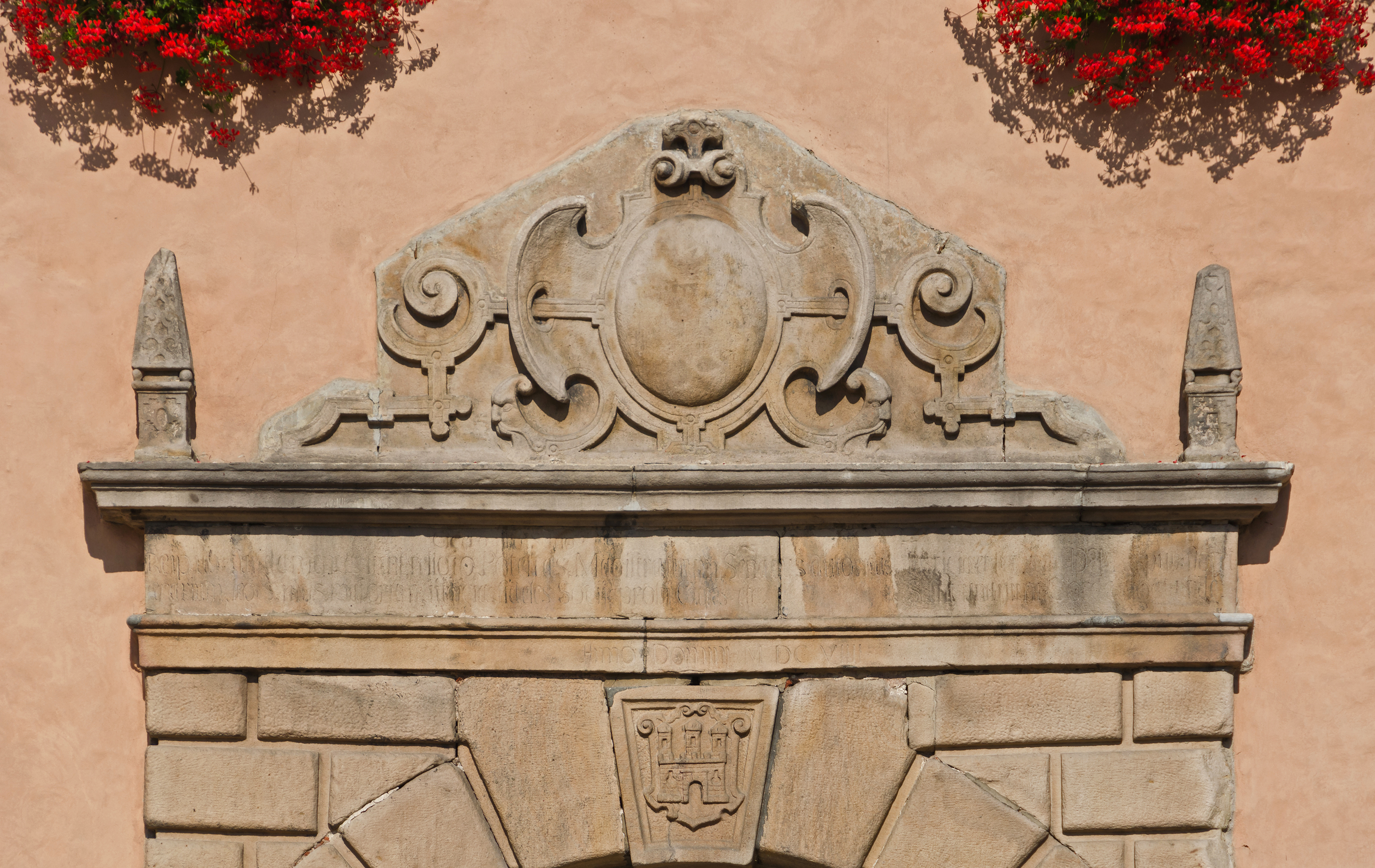
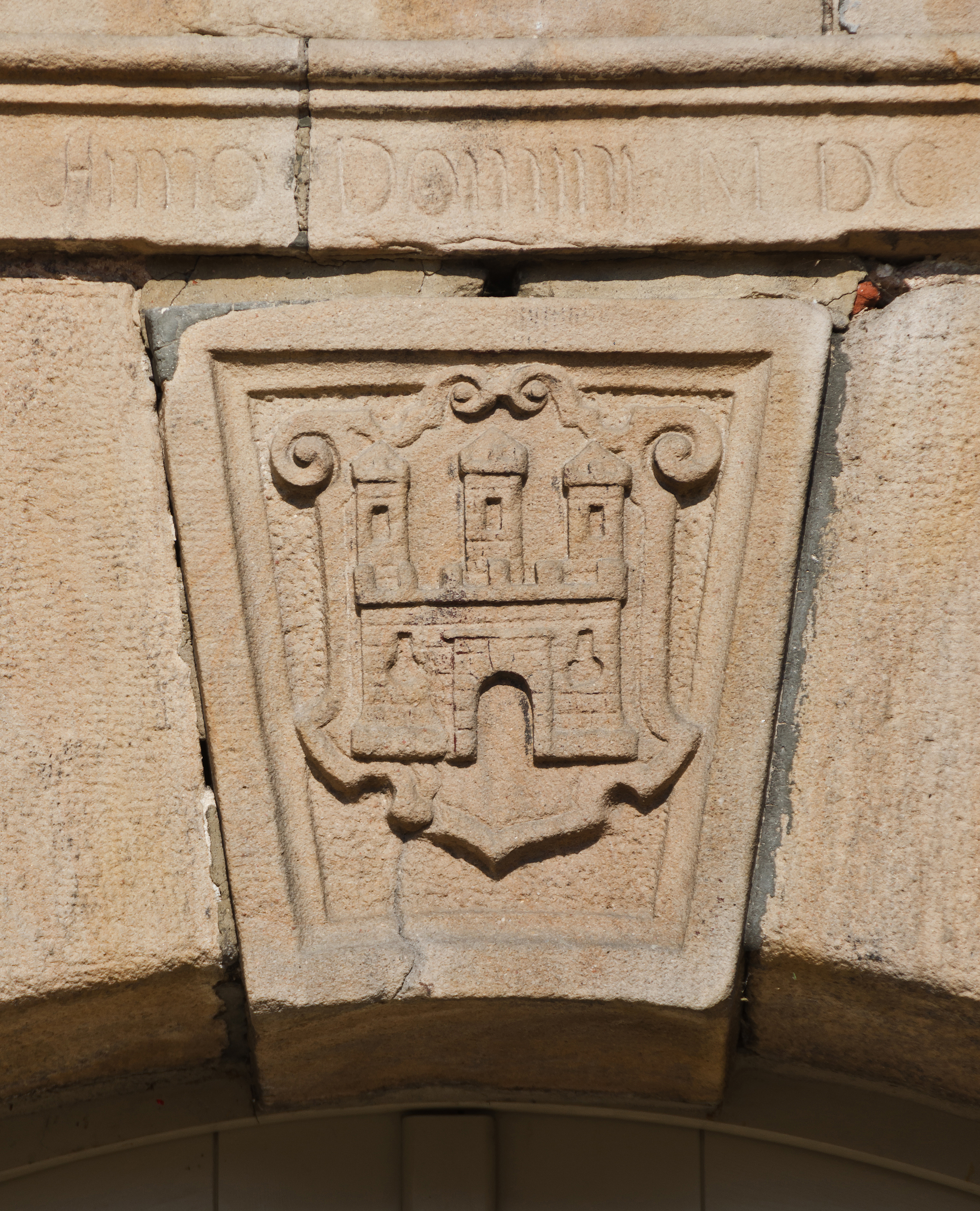
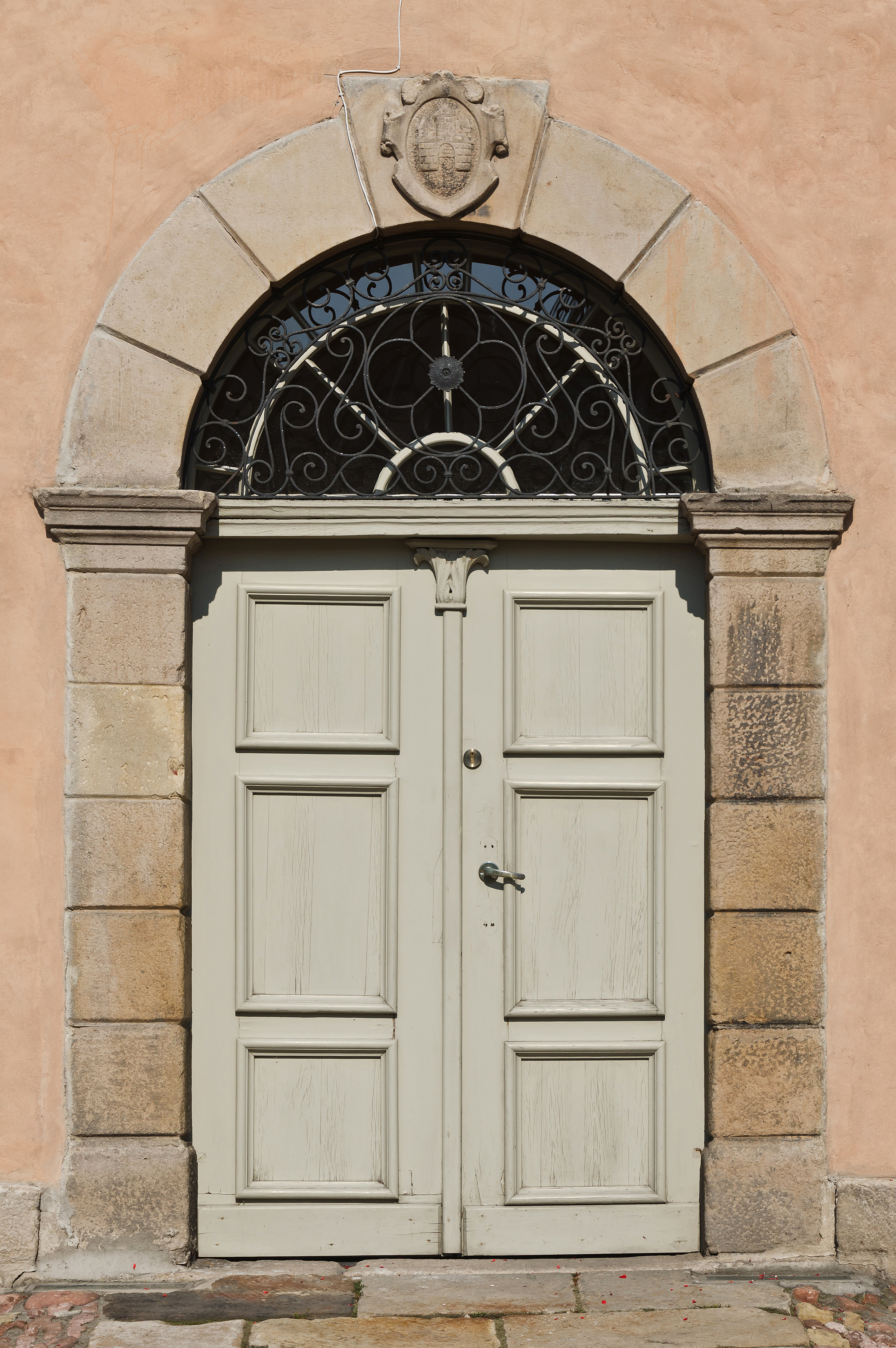
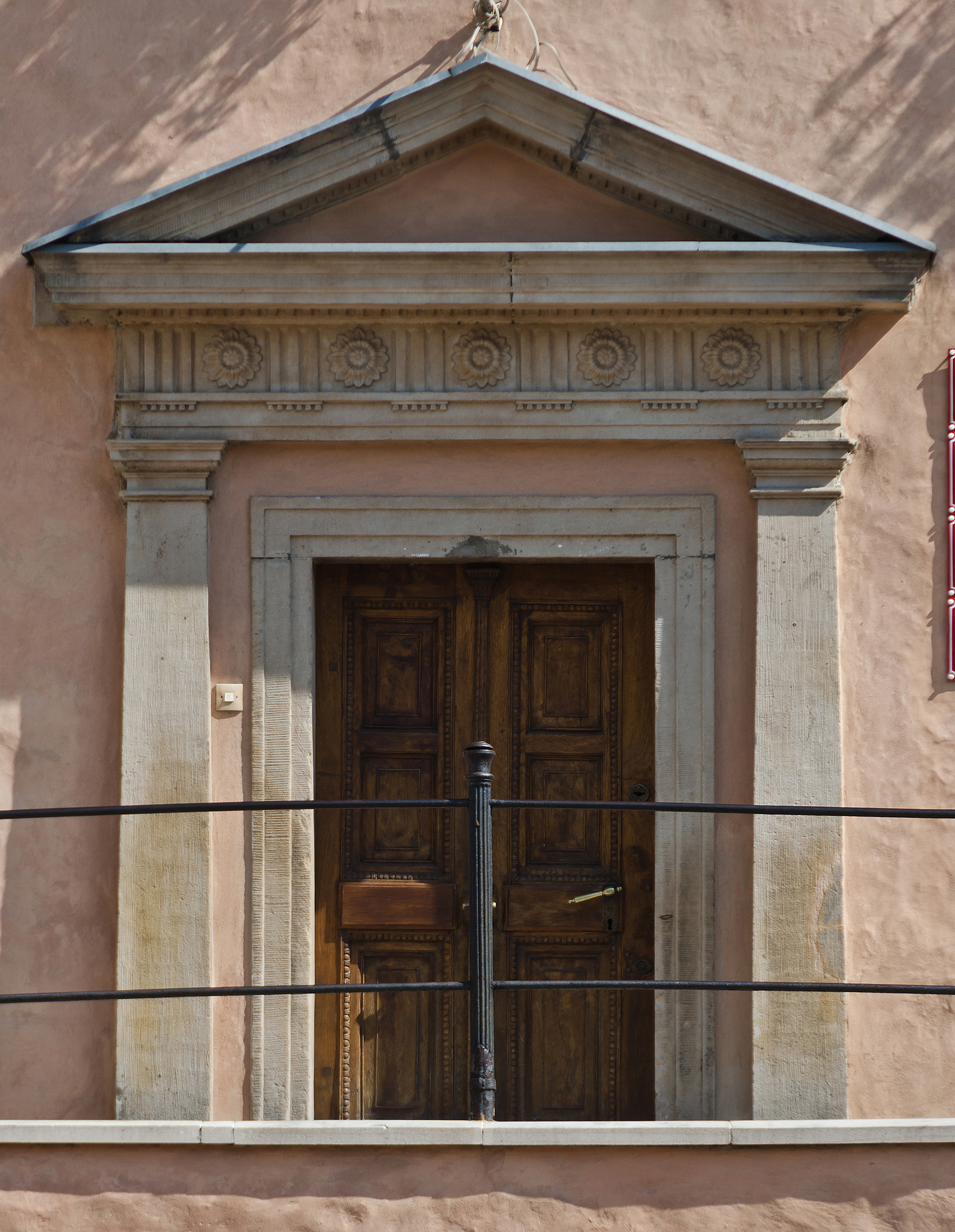
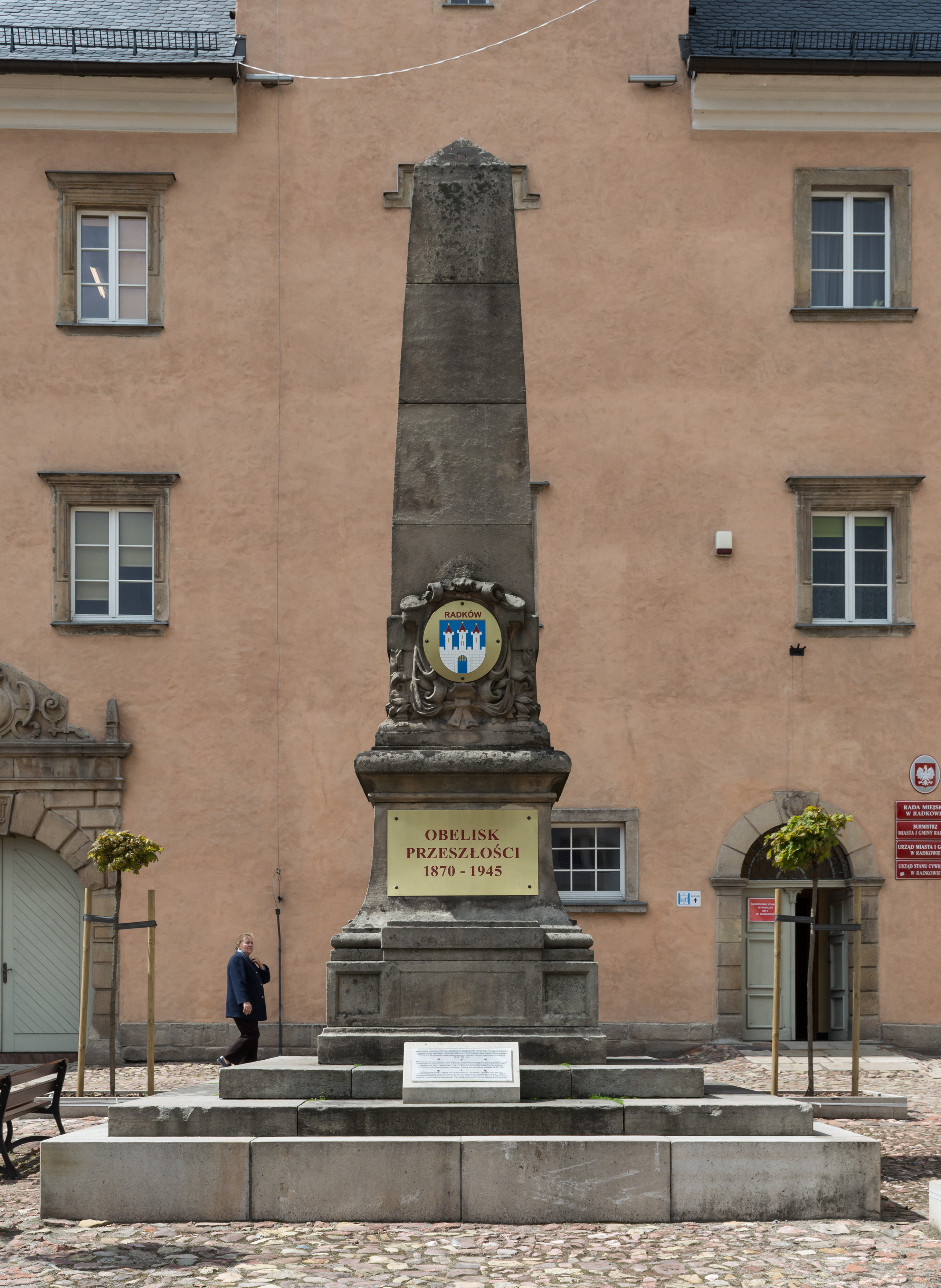